# فرودگاه سلطان ازلان شاه
فرودگاه سلطان ازلان شاه (به انگلیسی: Sultan Azlan Shah Airport) (به زبان بومی: Lapangan Terbang Sultan Azlan Shah) یک فرودگاه همگانی مسافربری با کد یاتا IPH است که یک باند فرود آسفالت دارد و طول باند آن ۱۷۹۸ متر است. این فرودگاه در شهر ایپوه کشور مالزی قرار دارد و در ارتفاع ۴۰ متری از سطح دریا واقع شده‌است.

## شرکت‌های هواپیمایی و مقصدهای پروازی

### مسافری
| شرکت‌های هواپیمایی | مقصدهای پروازی |
| ----------------- | -------------- |
| Firefly           | چانگی سنگاپور  |
| مالیندو ایر       | ثنای           |
| Scoot             | چانگی سنگاپور  |